# (14381) 1990 CE
1990 سي إي (ويعرف أيضًا باسم (14381) 1990 سي إي وفق تسمية الكوكب الصغير) (بالإنجليزية: 1990 CE)‏ هو كويكب ضمن حزام الكويكبات؛ وترتيبه 14381 من حيث الاكتشاف.
اكتُشف هذا الجُرم الفلكي بواسطة Atsushi Sugie ‏ في 1 فبراير 1990.

## وصلات خارجية
- (14381) 1990 CE في قاعدة بيانات مختبر الدفع النفاث لأجرام النظام الشمسي الصغيرة

- الاكتشاف · مخطط المدار ·  العناصر المدارية · المعلمات المادية

- (14381) 1990 CE على موقع ويكي سكاي: DSS2, SDSS, GALEX, IRAS, Hydrogen α, X-Ray, Astrophoto, Sky Map, Articles and images